# MV Derbyshire
MV Derbyshire byla britská velká kombinovaná nákladní loď třídy Bridge postavená v roce 1976 loděnicemi Swan Hunter pro společnost Bibby Line. 9. září 1980 se potopila poblíž Okinawy poté, co ji zasáhl tajfun Orchid, zahynulo všech 44 osob (42 námořníků a dvě jejich manželky) na palubě. S tonáží 91 655 BRT jde o největší britskou loď ztracenou na moři.
Vyšetřování odhalilo, že příčinou katastrofy byla kombinace déletrvajícího extrémního počasí a slabin v konstrukci obecně běžných u lodí tohoto typu. Výsledky vyšetřování vedly k zásadním změnám v konstrukci velkých nákladních lodí, především k lepšímu zabezpečení malých ventilačních otvorů, zavedení senzorů upozorňujících na skryté zaplavování příďových oddělení a zesílení krytů nad nákladovými prostory.

## Stavba
Loď byla postavena anglickou loděnicí Swan Hunter jako šestá a poslední jednotka třídy Bridge, což byly lodě pro přepravu rud, sypkého nákladu a ropy (OBO, z anglického ore-bulk-oil) velikosti Capesize, tedy neschopné proplout Panamským průplavem. Spuštěna na vodu byla 5. prosince 1975, původně nesla jméno Liverpool Bridge, ale později byla přejmenována na Derbyshire.

## Potopení
Na svou poslední plavbu se vydala 11. července 1980 z quebeckého přístavu Sept-Îles, kde naložila přes 157 000 tun železné rudy. Během plavby do Kawasaki ji u Okinawy zastihl tajfun Orchid. Poslední zprávu posádka lodi vyslala 9. září 1980, hlásila v ní silnou tropickou bouři. Nebylo zachyceno žádné nouzové volání. Pátrání po nezvěstné lodi bylo zahájeno 15. září, ale kromě odhalení skvrny tvořené lodním palivem na hladině nepřineslo další výsledky, po šesti dnech bylo odvoláno a loď prohlášena za ztracenou.
Rodiny pozůstalých požadovaly oficiální vyšetření, to však bylo britskou vládou kvůli absenci přeživších či vraku lodi odmítáno. V 80. letech byly u zbývajících lodí třídy Bridge odhaleny trhliny v oblasti přepážky číslo 65 před lodním můstkem. V roce 1986 sesterská loď Kowloon Bridge (původně English Bridge) musela kvůli vážným trhlinám v palubě nad přepážkou 65 vyhledat útočiště na jihozápadním pobřeží Irska. Později se však uvolnila ze svého kotviště, najela na mělčinu, rozlomila se a potopila. Po této události britská vláda zahájila oficiální vyšetřování potopení Derbyshire, které konstatovalo, že k její ztrátě došlo v důsledku tajfunu Orchid, ale dostupné důkazy neumožňují vyvodit konkrétnější závěry.

## Nalezení vraku
Pátrací akce zorganizovaná v roce 1994 nalezla 8. června vrak lodi Derbyshire v hloubce 4000 metrů. Během další akce v letech 1997–1998 byl vrak lodi zdokumentován. Jako příčina potopení bylo vyloučeno selhání trupu v oblasti přepážky 65, vzhledem k poloze příďové a záďové části vraku je pravděpodobné, že k rozlomení trupu došlo až při sestupu na mořské dno. Po expedici vydaná zpráva označila za příčinu katastrofy nedostatečně zajištěný poklop na přídi, který mořské vodě umožnil vnikat do vnitřních prostor lodi. Ztěžklá příď se tak nořila hlouběji, což mělo za následek, že enormním vlnám byl daleko nad předpokládanou mez vystaven poklop nad předním nákladovým prostorem. Ten nakonec selhal a prolomil se dovnitř, což vedlo k rychlému zaplavení prostoru. Náhle ztěžklá příď se ještě více ponořila a poklop nad následujícím nákladovým prostorem následoval ten první, přičemž stejná situace se opakovala i v případě dalších nákladových prostorů (Derbyshire jich měla celkem 9).
Jelikož dle této verze za potopením lodi stála nedbalost posádky, na nátlak pozůstalých došlo v roce 2000 k obnovení oficiálního vyšetřování. To nakonec označilo za příčinu potopení Derbyshire selhání krytů ventilačních otvorů v silném vlnobití, což vedlo ke skrytému zaplavování některých příďových prostor. Zanoření přídě vlivem přidané hmotnosti vystavilo poklop předního nákladového prostoru nadměrnému tlaku vln, kterému nebyl schopen odolat a po jeho prolomení a zaplavení nákladového prostoru jej postupně následovaly další poklopy. Závěrečná fáze katastrofy proběhla tak náhle, že loď ani nestihla vyslat nouzový signál – posádka měla patrně jen několik desítek sekund (mezi prolomením prvního poklopu a okamžikem, kdy loď zmizela pod hladinou), aby si uvědomila, co se děje.
Potopení Derbyshire byl věnován první díl první série dokumentů Disasters at Sea (Katastrofy na moři).